# Хабаровский краевой театр драмы и комедии

Вид на театр с ул. Муравьёва-Амурского, светлое здание справа — Дом Коммуны (памятник архитектуры краевого значения).
К клубу НКВД в 1934 году с улицы Карла Маркса был пристроен Дом Коммуны для проживания преимущественно партийных и советских руководителей, а также для сотрудников правоохранительных органов. В здании имелась встроенная фабрика-кухня (затем кафе), спортивный зал (в наст. время детско-юношеская спортивная школа), тир, магазины, швейное ателье

Хаба́ровский краево́й теа́тр дра́мы — драматический театр в Хабаровске.

## История театра
В 1933 году в Хабаровске по адресу ул. Дзержинского, дом 44 был построен клуб НКВД.
В 1946 году в здании клуба НКВД основан Хабаровский городской драматический театр, в 2000-е годы переименован в Хабаровский краевой театр драмы и комедии, в 2015 году переименован в Хабаровский краевой театр драмы.

## Выдающиеся люди театра
Первым художественный руководитель театра П. Харлип, первый главный режиссёр — Ф. Бочаров, первый главный художник — М. Цибаровский.
В разное время в театре служили режиссёры: А. Андреев, С. Бенкендорф, И. Борисов, Э. Вайнштейн, Ю. Веригин, Ю. Ильин, О. Матвеев, Н. Мокин, А. Найдёнов, А. Новиков, С. Таюшев, Я. Цициновский, М. Шнейдерман; народные артисты РСФСР В. Белковская, Н. Василиади, М. Кацель, Е. Паевская; заслуженные артисты РСФСР М. Барашкова, М. Воробьёв, В. Гаврилов, А. Егоров, А. Кирикова, Н. Медведева, М. Митин, Э. Мосин, В. Михайлов, А. Неведрина, В. Шаврин, А. Шутов; литературной частью заведовал В. С. Еращенко.

## Некоторые постановки прошлых лет

### 1940-е годы
- М. Горький Зыковы.
- Лопе де Вега Собака на сене.
- А. Фадеев Молодая гвардия.

### 1950-е годы
- А. Горький Васса Железнова.
- У. Шекспир Отелло.
- Г. Запольская Мораль пани Дульской.

### 1960-е годы
- Ф. Шиллер Мария Стюарт.
- Р. Романов До встречи, земля!
- Б. Брехт Мамаша Кураж и её дети.

### 1970-е годы
- А. Степанов Порт-Артур.
- Б. Васильев А зори здесь тихие.
- Т. Габбе Волшебные кольца Альманзора.

### 1980-е годы
- В. Шукшин А поутру они проснулись.
- Ч. Айтматов И дольше века длится день.
- Н. Наволочкин Амурские вёрсты.

### 1990-е годы
- У. Шекспир Гамлет.
- В. Войнович Жизнь и необычайные приключения солдата Ивана Чонкина.
- Ф. Шиллер Коварство и любовь.

### 2000-е годы
- У. Шекспир Укрощение строптивой.
- В. Зимин Тайна перламутровой шкатулки (Жила-была сыроежка).
- Лопе де Вега Учитель танцев.

## Сегодняшний день театра
Директор и художественный руководитель Хабаровского краевого театра драмы и комедии — Евсеенко Николай Иванович, заслуженный работник культуры Российской Федерации, председатель правления Хабаровского отделения Союза театральных деятелей России. Возглавляет театр с 2008 года.
Количество мест в зрительном зале театра — 506.
В репертуар Хабаровского краевого театра драмы также входят детские спектакли:
- А. Чупин Аладдин и волшебная лампа.
- А. Волков Волшебник Изумрудного города.
- С. Маршак Двенадцать месяцев.
- по мотивам произведений Даниила Хармса Представление в школе клоунов
- Ю. Энтин, В. Ливанов ТРУ-БА-ДУ-РЫ.
- русская народная сказка Василиса Прекрасная
- А.Толстой Золотой ключик
- русская народная сказка По щучьему веленью

Статьи о театре публикуются в краевых газетах «Приамурские ведомости», «Тихоокеанская звезда», «Амурский меридиан», «Молодой дальневосточник».
Холл Хабаровского краевого театра драмы просторен и уютен. В нем расположено кафе «Антракт» и гардероб. На второй этаж ведет широкая лестница
Фойе — дизайн фойе выполнен в классическом стиле в светлых тонах. Три больших окна, открывающих вид на город. По периметру и в середине расположены кожаные диваны. Также имеется буфет, в котором зрители имеют возможность перекусить во время антракта. Производился ремонт в 2009 году.
Колонный зал — дизайн колонного зала выполнен в классическом стиле в светлых тонах. На стенах висят портреты артистов театра. По периметру расположены диванчики и 9 белоснежных колонн. На потолке большая антикварная люстра.

## Современная труппа театра
В 2010-е годы в Хабаровском краевом театре драмы работали:
- Народные артисты России: Ю. Ичетовкин, С. Лычев.
- Заслуженные артисты России: А. Андрощук, Е. Монолатий, Е. Путивец, С. Царик, А. Шутов.
- Актёры: В. Асецкий, А. Белан, Л. Валова, О. Веденеева, С. Гвинеев, С. Дорогой, Э. Залуговская, А. Зарецкая, Н. Ивченко, Д. Кишко, Е. Корнакова-Пушенко, А. Краснов, С. Краснов, А. Курносов, В. Любичева, А. Малыш, А. Мельничук, А. Новопавловская, К. Огурцова, В. Паршев, Л. Романенко, И. Романишин, А. Сафронов, М. Суховей, Л. Феклистова, А. Чеботарева, Ю. Шаклеин, С. Юрков.
- Балет: Е. Гагарская, А. Крылов, Т. Давыдова, И. Михневич, А. Савенкова.

## Современный репертуар
Репертуар на театральный сезон 2012—2013 гг.
- А. Грибоедов Горе от ума. Комедия в двух действиях.
- Аристофан Лисистрата. Комедия в одном действии.
- К. Людвиг Примадонны. Рок-н-ролл комедия в двух действиях.
- Ф. Искандер Широколобый. Трагикомедия в двух действиях.
- Э-Э. Шмитт Тектоника чувств. История любви в двух действиях.
- М. Камолетти Боинг-Боинг. Аэро-комедия в двух действиях.
- М. Рыбкина Сказки женщин. Маленькие комедии невесёлой жизни в одном действии.
- А. Молчанов Убийца. Молодёжная драма в одном действии.
- А. Червинский Виктория. Мелодрама в двух действиях.
- У. Шекспир Отелло. Трагикомедия в двух действиях.